# 渇き (2009年の映画)
『渇き』（かわき、原題：박쥐）は、2009年公開の韓国映画。監督はパク・チャヌク、主演はソン・ガンホ。第62回カンヌ国際映画祭審査員賞受賞作。
パク監督いわく、エミール・ゾラの小説『テレーズ・ラカン』にインスパイアされたとしている。

## キャスト
| 役名               | 俳優           |
| ------------------ | -------------- |
| ヒョン・サンヒョン | ソン・ガンホ   |
| テジュ             | キム・オクビン |
| カンウ             | シン・ハギュン |
| ラ夫人             | キム・ヘスク   |
| ノ神父             | オ・ダルス     |

## 受賞歴
第62回カンヌ国際映画祭
- ノミネート：パルム・ドール
- 受賞：審査員賞[3]

第36回サターン賞
- ノミネート：国際映画賞